# Zoo del Bronx
Lo zoo del Bronx è uno zoo situato nella città di New York, nello Stato di New York. Realizzato nel 1899, copre un'area di 107 ettari.

## Animali presenti
- Alligatore del Mississippi
- Amazzone cubana
- Anaconda
- Aquila di mare dalla testa bianca
- Assiolo faccia bianca
- Avvoltoio reale
- Bisonte americano
- Boa arboricolo del Madagascar
- Bradipo didattilo
- Canguro arboricolo
- Cincillà
- Civetta delle nevi
- Cobra reale
- Coccodrillo del Nilo
- Condor delle Ande
- Cuon
- Dendrobatidae
- Drago di Komodo
- Elefante asiatico
- Farfalla monarca
- Fenicottero rosso
- Fennec
- Formichiere gigante
- Fossa
- Gaviale del Gange
- Geco dalla coda a foglia
- Gelada
- Gibbone dalle guance bianche
- Giraffa
- Gorilla
- Grizzly
- Gruccione dalla gola bianca
- Iguana blu
- Lemure dal collare
- Lemure dalla coda ad anelli
- Leone
- Leopardo delle nevi
- Licaone
- Lontra orientale
- Mangusta dalla coda ad anelli
- Okapi
- Oritteropo
- Otaria della California
- Panda rosso
- Pinguino di Magellano
- Pinguino minore blu
- Presbite di Giava
- Procavia delle rocce
- Pulcinella dai ciuffi
- Rinoceronte bianco
- Rinoceronte indiano
- Scimmia scoiattolo
- Sifaka di Coquerel
- Stambecco della Nubia
- Tapiro dalla gualdrappa
- Tartaruga alligatore
- Tartaruga gigante di Aldabra
- Testuggine raggiata
- Tigre malese
- Tigre siberiana
- Uistitì pigmeo
- Ursone
- Vari rosso
- Zebra di Grevy